# Marcha Cristiana
La marcha cristiana es un subgénero musical dentro de la música festera, interpretado principalmente en las fiestas de Moros y Cristianos del levante español. Se caracteriza por su ritmo solemne y marcial, de compás binario, que acompaña los desfiles de comparsas cristianas durante las entradas y procesiones.

## Origen y evolución
Este estilo surge a mediados del siglo XX, inspirado en la tradición de la música militar y procesional. La primera marcha cristiana documentada es Aleluya (1958), compuesta por Amando Blanquer. Desde entonces, el género ha evolucionado con aportaciones de compositores como José María Ferrero, Miguel Picó y Francisco Valor, consolidándose como un pilar de la música festera.

## Características musicales
Las marchas cristianas se distinguen por:
- Ritmo solemne: generalmente en compás binario (2/4 o 4/4).
- Instrumentación: predominio de metales y percusión, reforzando la sonoridad épica.
- Tono heroico: transmite fuerza y solemnidad, acompañando la estética guerrera de las comparsas cristianas.
- Estructura musical: introducción imponente, melodía central y cierre grandioso.

## Presencia en las fiestas de Moros y Cristianos
La marcha cristiana está presente en la mayoría de poblaciones que celebran fiestas de Moros y Cristianos en la Comunidad Valenciana, Murcia y algunas localidades de Castilla-La Mancha y Andalucía. Acompaña principalmente a las escuadras cristianas en los desfiles de entrada.

### En Villena
Las Fiestas de Moros y Cristianos de Villena, declaradas de Interés Turístico Nacional en 2015, son uno de los referentes en la interpretación de marchas cristianas. Durante la Entrada, las bandas de música interpretan piezas emblemáticas de este género, reforzando la solemnidad del desfile. La tradición musical de Villena, con agrupaciones locales y un repertorio propio, ha contribuido de forma notable a la difusión y prestigio de este estilo.
Más información en el portal oficial: www.morosycristianosvillena.com

## Compositores destacados
- Amando Blanquer
- José María Ferrero Pastor
- Miguel Picó Biosca
- Francisco Valor Llorens